# Scoliacma
Genre
Scoliacma est un genre de lépidoptères (papillons) de la famille des Erebidae et de la sous-famille des Arctiinae.

## Liste des espèces
Selon FUNET Tree of Life (12 mars 2020) :
- Scoliacma adrasta (Turner, 1940)
- Scoliacma adriani de Vos, 2008
- Scoliacma albicostata Hampson, 1918
- Scoliacma albogrisea (Rothschild, 1912)
- Scoliacma aroa Bethune-Baker, 1904
- Scoliacma asuroides Rothschild, 1916
- Scoliacma bicolora (Boisduval, 1832)
- Scoliacma brunnea Druce, 1899
- Scoliacma fasciata (Aurivillius, 1920)
- Scoliacma flavifrons Rothschild, 1916
- Scoliacma fuscescens (Rothschild, 1912)
- Scoliacma fuscofascia (Rothschild, 1913)
- Scoliacma hampsoni Bethune-Baker, 1904
- Scoliacma heringi Gaede, 1925
- Scoliacma ligneofusca (Rothschild, 1912)
- Scoliacma minor Rothschild, 1916
- Scoliacma nana (Walker, 1854)
- Scoliacma pactolias Meyrick, 1886
- Scoliacma pasteophara Turner, 1940
- Scoliacma schintlmeisteri Dubatolov & Bucsek, 2014
- Scoliacma suzannae de Vos, 2008
- Scoliacma virginea Bethune-Baker, 1908
- Scoliacma xuthopis Hampson, 1914